# Vicky Peña

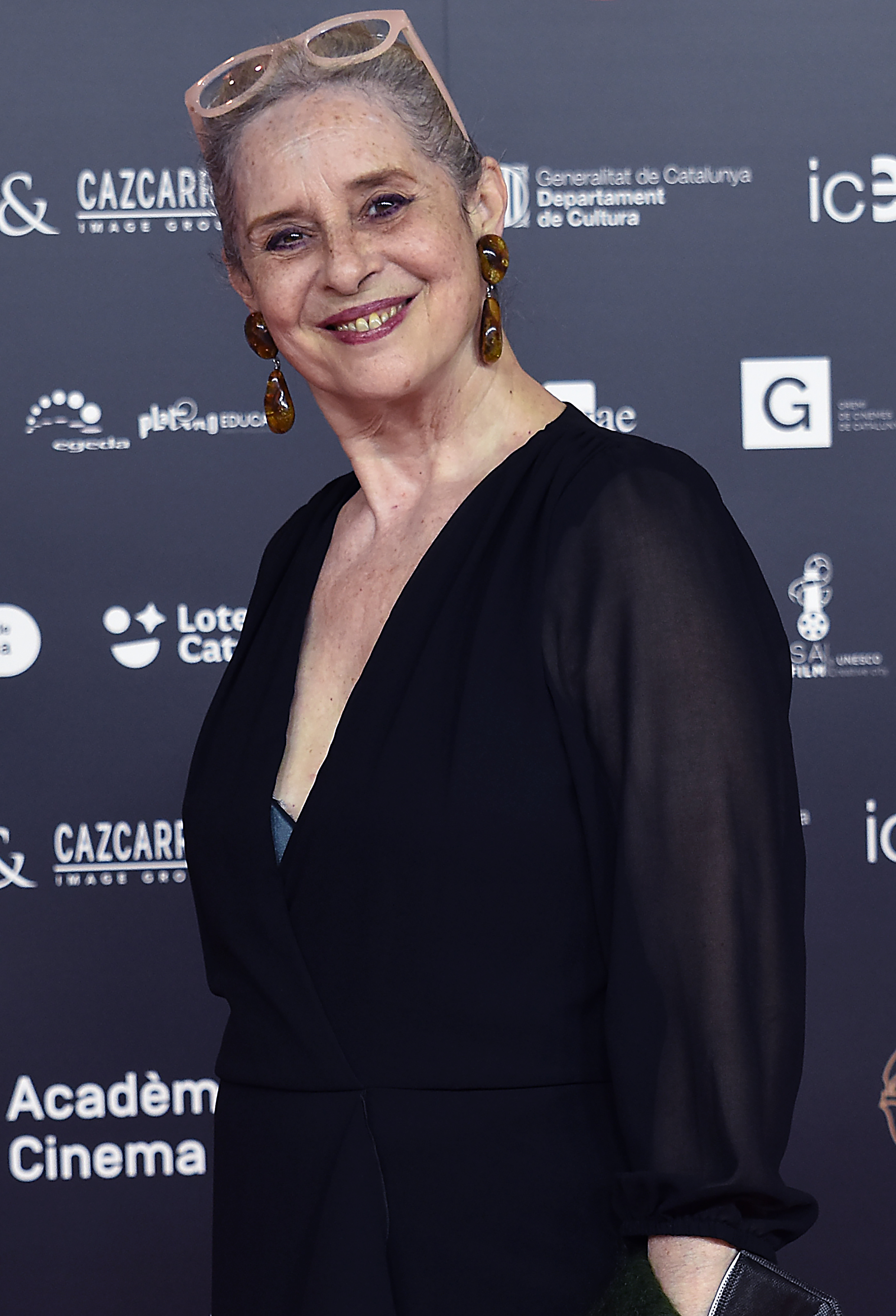
Vicky Peña (2021)

Victòria Peña i Carulla, auch Vicky Peña genannt, (* 11. Januar 1954 in Barcelona, Spanien) ist eine spanische Schauspielerin und Synchronsprecherin.

## Leben
Peña wurde 1954 als Tochter der spanischen Schauspieler Felip Peña und Montserrat Carulla in Barcelona geboren. Ihr Kameradebüt hatte sie 1966 in der Fernsehserie La pequeña comedia (dt.: Die kleine Komödie). Für ihre Auftritte in über einhundert Kino-, Fernseh- und Theaterproduktionen wurde sie mit mehreren Preisen ausgezeichnet, u. a. erhielt sie dreimal den Premis Max de teatre für ihre Rollen in Sweeney Todd (1998), La reina de la bellesa de Leenane (2000) und Homebody/Kabul (2007). 2005 wurde Peña zur Vizepräsidentin der Professional Actors and Directors Association of Catalonia gewählt.

## Filmografie (Auswahl)

### Serien
- 1966: La pequeña comedia
- 1976: La señora García se confiesa
- 1975–1977: Original
- 1979–1980: Novel·la
- 1997: ¿Para qué sirve un marido?
- 2004: Manolito Gafotas

### Filme
- 1978: Els savis de Vilatrista
- 1978: Borrasca
- 1978: L’orgia
- 1981: Tres por cuatro („Dreivierteltakt“)
- 1984: Joc de taula
- 1986: Werthers unglückliche Liebe (Werther)
- 1987: Bernarda Albas Haus (La casa de Bernarda Alba)
- 1988: Lust am Töten (El placer de matar)
- 1996: La buena vida
- 1997: Geheimnisse des Herzens (Secretos del corazón)
- 1997: Marquise – Gefährliche Intrige (Marquise)
- 1998: Em dic Sara
- 2000: Morir (o no)
- 2000: Sé quién eres
- 2002: El deseo de ser piel roja
- 2002: Piedras
- 2002: Smoking Room
- 2002: Noche de fiesta
- 2003: Las voces de la noche
- 2004: El principio de Arquímedes
- 2005: Con mostaza sabe mejor
- 2008: Retrato de mujer blanca con navaja
- 2008: Little Ashes
- 2009: El cónsul de Sodoma
- 2010: La mosquitera

### Theater- & Synchronrollen
→ siehe Weblinks